# Annamaria Mazzetti
Annamaria Mazzetti (Magenta, 25 de agosto de 1988) es una deportista italiana que compite en triatlón. Ganó siete medallas en el Campeonato Europeo de Triatlón entre los años 2010 y 2015.

## Palmarés internacional
| Campeonato Europeo | Campeonato Europeo  | Campeonato Europeo | Campeonato Europeo |
| Año                | Lugar               | Medalla            | Prueba             |
| ------------------ | ------------------- | ------------------ | ------------------ |
| 2010               | Athlone (Irlanda)   | Medalla de plata   | Relevo mixto       |
| 2011               | Pontevedra (España) | Medalla de bronce  | Individual         |
| 2011               | Pontevedra (España) | Medalla de bronce  | Relevo mixto       |
| 2013               | Alanya (Turquía)    | Medalla de bronce  | Relevo mixto       |
| 2014               | Kitzbühel (Austria) | Medalla de oro     | Relevo mixto       |
| 2014               | Kitzbühel (Austria) | Medalla de bronce  | Individual         |
| 2015               | Ginebra (Suiza)     | Medalla de plata   | Individual         |